# جيم غوثري (سياسي)
جيم غوثري هو سياسي أمريكي، ولد في 13 يوليو 1955 في بوكاتيلو في الولايات المتحدة. نشط حزبياً في الحزب الجمهوري. وقد انتخب عضو مجلس نواب ايداهو ‏.